# Kamthana, Bidar
Kamthana là một làng thuộc tehsil Bidar, huyện Bidar, bang Karnataka, Ấn Độ.